# Castell de Gardeny
El castell de Gardeny és un conjunt monumental damunt del turó de Gardeny, un dels tres turons de la ciutat de Lleida juntament amb el Turó de la Seu Vella i el Turó de la Serreta. Fou seu d'una de les principals comandes catalanes de l'orde del Temple. El castell, pròpiament dit, consta de dues construccions d'època templera (torre habitació i capella conventual) i un recinte emmurallat de baluards dels segles xvii-xviii, que ho encercla tot.

## Història
El turó de Gardeny, que per l'alçada domina per sobre de la resta del territori, facilitava les operacions militars i ha esdevingut històricament un punt estratègic molt importat.
En l'època romana ja va ser utilitzat pel mateix Juli Cèsar l'any 49 aC, durant la Guerra civil entre Juli Cèsar i Gneu Pompeu Magne. Durant aquesta guerra, la província romana Citerior va passar a mans de Pompeu. Juli Cèsar va aprofitar aquest punt estratègic per a enfrontar-se amb els pompeians Lluci Afrani i Petreu, instal·lats a Ilerda fins que van capitular a l'agost de l'any 49 aC, i que Juli Cèsar va recuperar el domini de la Hispània Citerior.
El març de 1123 es construí el castell de Gardeny enfront de Làrida, en el campament que ocupava Alfons en el seu setge a la ciutat, i on s'enfrontaren Ramon Berenguer III i Guillem IX de Poitiers contra Alfons el Bataller sense poder aixecar el setge, que el Bataller aixecà el juny de 1123.

Creu del Temple

Anys més tard, l'any 1149, aquest punt estratègic va tornar a ser important, quan el comte de Barcelona, Ramon Berenguer IV, va començar el setge a la ciutat de Lleida, fins aleshores sota domini sarraí. Per a conquerir la ciutat, va comptar amb la col·laboració de l'orde del Temple, que va aportar-li els efectius necessaris per aconseguir la victòria.
Un cop conquerida la ciutat amb important concurs dels templers, Ramon Berenguer IV, en virtut dels pactes establerts a Girona l'any 1143, lliurà a l'orde diversos béns, entre els quals el turó de Gardeny. Seguidament, l'orde instal·là al cim del turó la seu de la que seria una de les seves principals comandes.
La primera referència de la presència de templers al castell data de 1152, amb la presència del mestre provincial fra Pere de Rovira i  que en va ser el primer comanador, l'any 1156, fra Pere de Cartellà, un dels principals artífexs de l'èxit del setge de la ciutat.

En poc temps, aquesta comanda va ser molt pròspera i per millorar-ne l'administració es van crear dues comandes més, la de Barbens i la de Corbins. En el cas de la comanda de Barbens, aquesta crear l'any 1166 i dos anys després, l'any 1168, fou declarada independent i el primer comanador va ser Ramon de Barrufell, antic senyor del castell de Barbens. L'any 1294 el castell de Gardeny va hostatjar Jacques de Molay, l'últim dels mestres templers.

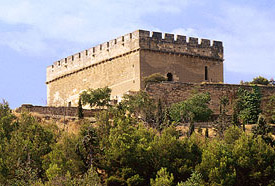
Vista del castell

L'orde del Temple va ser abolit l'any 1312, en el decurs del concili de Viena del Delfinat, mitjançant la butlla Vox in excelso, emesa pel papa Climent V. Uns anys després, el 1317, la casa de Gardeny, com la resta de béns del Temple, va passar a mans de l'orde de l'Hospital de Sant Joan de Jerusalem.
El castell va tenir un paper molt important durant la Guerra dels Segadors (1641-1647) i la Guerra de Successió (1700-1714). En aquests conflictes, s'hi van introduir noves millores defensives com ara baluards, fosses i murs de contenció, per contrarestar les noves armes d'artilleria. Amb aquestes millores, el recinte va esdevenir un fortí militar que pràcticament es va conservar fins avui.
Després de molts anys d'abandonament, la Paeria de Lleida ha creat un centre d'interpretació i ha començat un ambiciós projecte de rehabilitació que convertirà l'espai en un punt emblemàtic de la ciutat.
L'última activitat militar que va acollir el turó, ja ben entrat al segle xx, al mateix turó, respectant el castell, es va construir la base militar Gaspar de Portolà, formada per dos aquarteraments, l'aquarterament Sanjurjo i l'aquarterament Templaris que van romandre al turó fins a l'any 1996. Aquell any la base va ser desmantellada i les instal·lacions venudes a la Paeria de Lleida. Actualment part dels edificis de l'aquarterament Templaris és remodelat per acollir el Parc Científic i Tecnològic Agroalimentari de Lleida (PCiTAL).

## Arquitectura del castell

Croquis del castell de Gardeny

La fortificació del tossal de Gardeny té uns orígens històrics documentats des de molt antic. L'any 49 de la nostra era, hi instal·là el campament Afrani, general de Pompeu, en la famosa campanya d'Ilerda, durant la Guerra civil entre Cèsar i Pompeu.
Sembla que fou una torre fortificada de defensa en temps dels andalusins, i ja en el segle xii es documenta una fortificació del turó per part d'Alfons el Bataller d'Aragó. El sobirà aragonès, recelós davant la possibilitat que Ramon Berenguer III se li avancés en la conquesta de Lleida, dugué a terme l'any 1123 una expedició contra la ciutat del Segre i s'instal·là al puig de Gardeny. L'empresa del rei aragonès fracassà i abandonà. La fortificació que va fer el rei Alfons no podia ser gaire important, ja que no en queden vestigis.
La conquesta de Lleida, inscrita en un pla estratègic que comprenia la presa de Fraga i Mequinensa, va tenir lloc l'octubre de 1149. De fet, dos anys abans, Ramon Berenguer IV ja havia començat a apoderar-se de punts claus propers a la ciutat. Ramon Berenguer i Ermengol d'Urgell establiren el conveni de participació militar al qual s'uní gran part de la noblesa del país i altres nobles estrangers vassalls seus; tanmateix, el gruix de l'exèrcit, el constituí la milícia templera. A l'orde del Temple, li correspongué la cinquena part del territori conquerit.

## El castell, seu de la comanda templera de Gardeny
El castell que parcialment ha arribat als nostres dies fou construït pels templers i esdevingué seu de la comanda templera de Gardeny. Aquesta comanda, que en els inicis funcionà conjuntament amb la de Corbins, fou una de les més importants de la Corona d’Aragó.
El castell que construïren els templers era un tipus de fortalesa que tenia un primer nucli o recinte sobirà, format bàsicament per torre habitació, església i serveis diversos; i un segon recinte, o recinte jussà, definit per una muralla protectora amb torres. Ambdós recintes han sofert modificacions i destruccions en els darrers segles: el jussà va ser profundament remodelat pels enginyers militars del rei, quan aquest, al segle xvii, requisà el castell per a convertir-lo en baluard de la corona. A partir d'aleshores, totes les guerres han deixat la seva empremta destructora sobre els murs de Gardeny, de manera que tot intent de conèixer com era la fortalesa que van construir els templers topa amb serioses dificultats. Malgrat tot, els edificis medievals que queden del recinte sobirà, més alguna documentació escrita i gràfica d'abans de la gran transformació moderna, permeten atansar-nos, amb més o menys garantia, a la fortalesa templera.
Tot i les importants modificacions que va sofrir, ha conservat un tros de mur del costat nord del recinte jussà i dos dels edificis medievals més importants: la torre habitació o palau i la capella conventual, disposats en angle recte i units per un edifici corredor. Tanmateix, la visita de millores de 1591 fa referència a importants espais (pati, fossar gran, fossar petit...) i edificis (refetor, capella funerària, celler gran, celler petit, cuina...) destruïts en les guerres dels segles xvii i xviii.

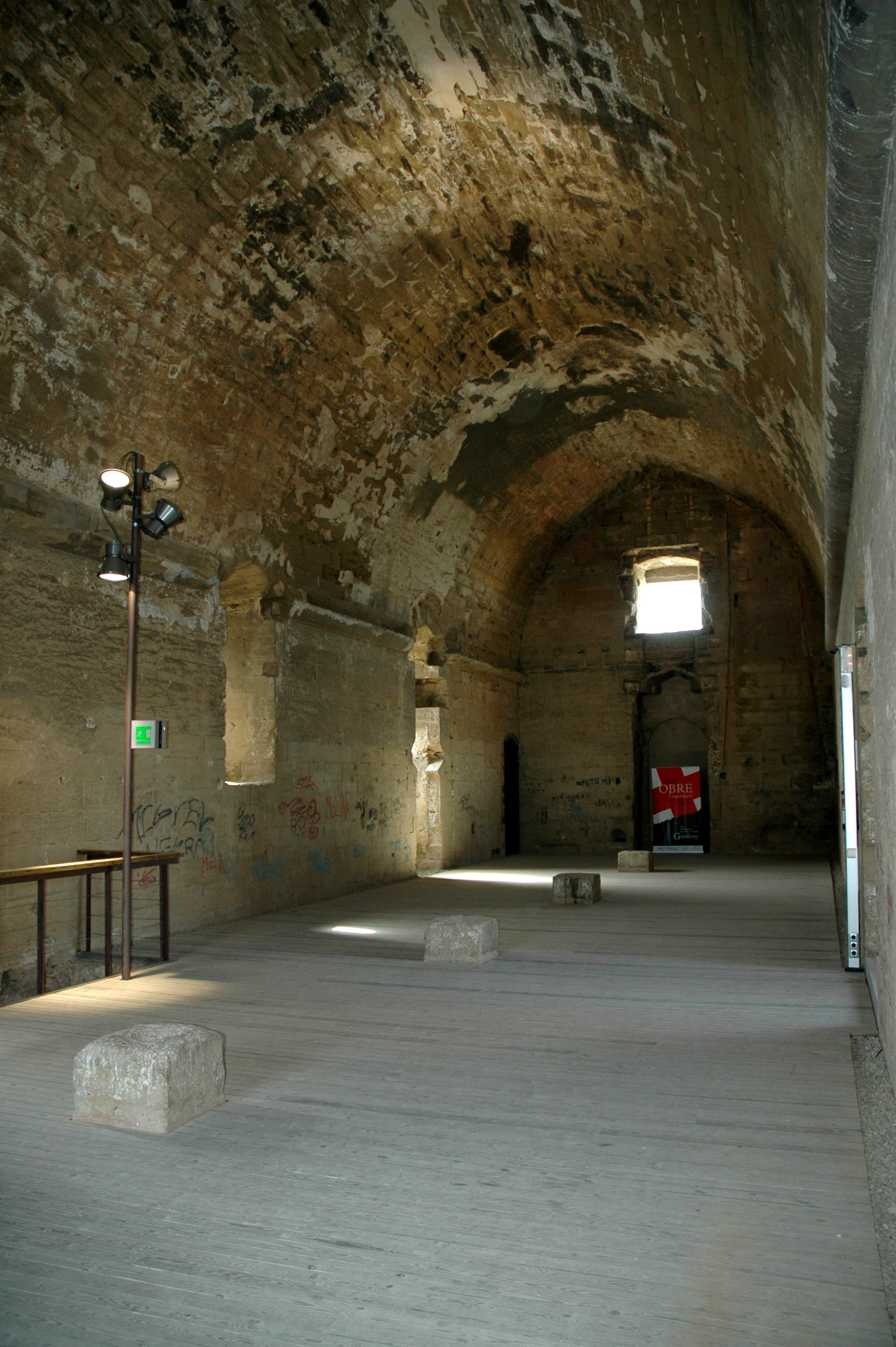
Castell templer de Gardeny. Interior de la torre habitació o palau

La torre habitació està formada per un gran edifici de planta rectangular (de 23,25 m de llarg per 7,5 m d'ample) i una torre també rectangular de dimensions molt menors (6,5 per 3,5) adossada a l'angle NW del primer. Aquesta torre es comunica amb la capçalera de l'església mitjançant un edifici corredor. Tant la sala com la torre tenen dues plantes i terrassa.
Les naus inferior i superior de la sala gran van cobertes amb volta de canó apuntat; la inferior és semisubterrània i mesura 7,5 m d'alçada; la superior és una mica més alta: mesura 8,8 m. La planta baixa de la torre va coberta amb volta de quart de canó i la superior, amb volta de canó apuntada. Per entrar a aquest edifici, calia emprar escales mòbils de fusta des de l'exterior, ja que les úniques portes per accedir-hi estaven situades a nivell de la planta superior, a uns 4 m del terrer forà -com era normal en aquestes torres- a fi de fer inexpugnable l'edifici. La documentació del segle xvi explica com aleshores encara s'hi pujava amb una escala provisional: "... se.n pujaren per la scala amunt, y pujant per ella troben que és una part de pedra y molt vella y part de ella de fusta vella".
La planta baixa, semisubterrània, era accessible únicament des del primer pis. En els "donjon" francesos, aquesta planta estava destinada a servir de magatzem de provisions, d'habitació dels servents, de presó, les mateixes que podia haver tingut a Gardeny. Al primer pis, hi havia la sala d'armes i les cambres del comanador i dels altres frares, funcions que encara eren vigents en època hospitalera. La primera planta de la sala gran tenia cinc finestres d'espitllera, és a dir, expandides només per dins, tres a llevant, una a tramuntana i una al sud.
Interiorment, les diverses plantes es comuniquen per escales de cargol que perforen el gruix del mur. N'hi ha dues al costat de tramuntana, una a la sala i l'altra a la torre annexa. Les estances interiors són molt austeres, car per tota decoració hi ha la motllura que assenyala l'arrencament de la volta. És una senzilla imposta que en el seu recorregut contorneja els arcs de les finestres i dona un toc d'elegància a la sala.
La terrassa de la torre és accessible i servia de talaia i d'element de defensa. En època hospitalera fou coberta per ser utilitzada com a golfes; al seu extrem oriental, el gran prior de Catalunya Requesens hi aixecà la torratxa esmentada a la visita de 1591 i que sembla apreciar-se en el dibuix realitzat per Anton van der Wyngaerde, l'any 1563. També s'hi pot veure, a l'extrem occidental, el “mirador” que feu construir “devers lo fossar” el gran prior Miquel Ferrer en aquells anys; la porta principal de la fortalesa situada a migdia, mirant al riu, ben bé al costat oposat de l'actual porta que dona accés al baluard; l'espadanya de la capella conventual que sobresurt del conjunt, i altres edificis presumiblement desapareguts en la reconversió moderna de la fortalesa.

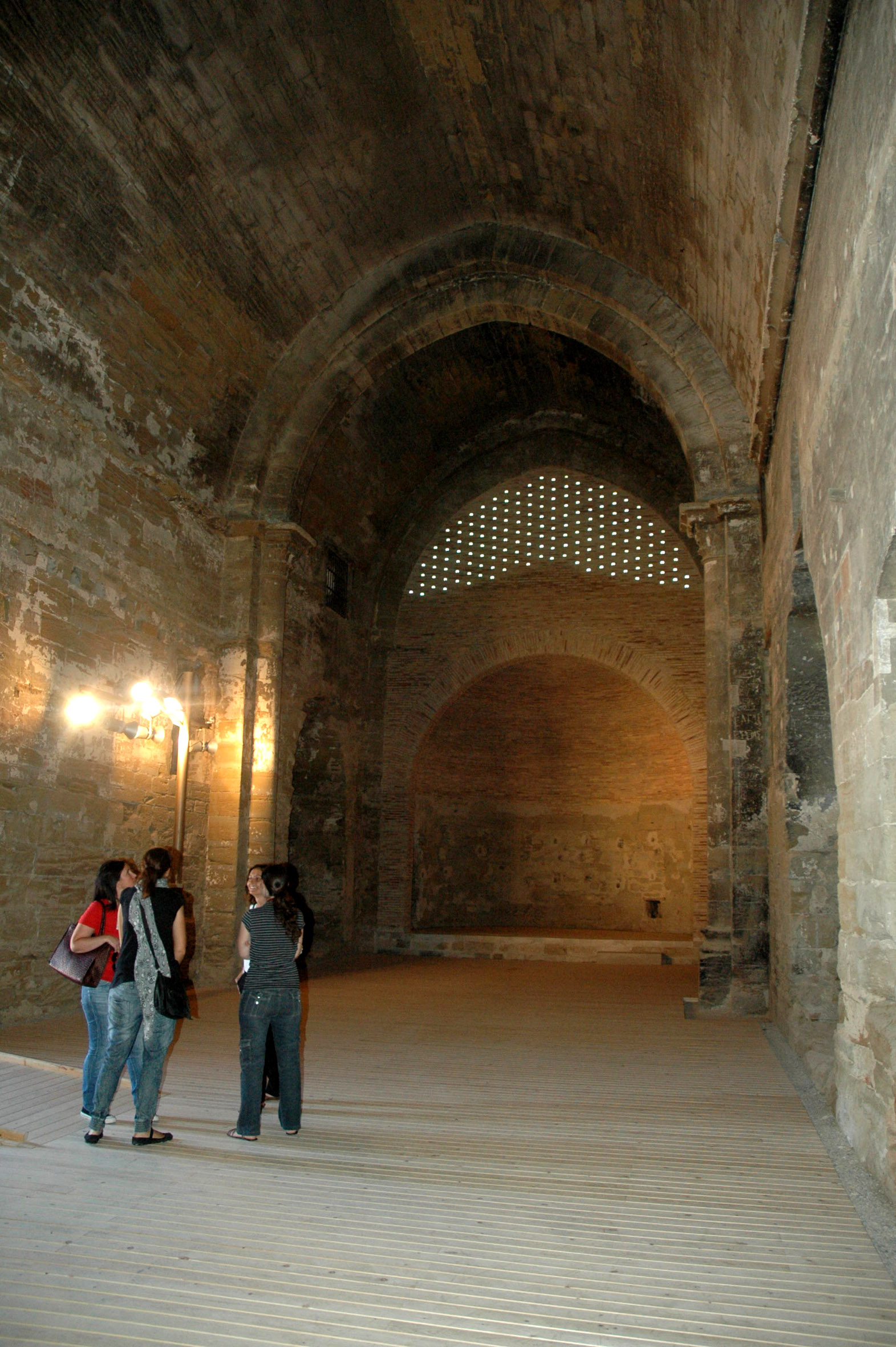
Interior de la capella.

La capella conventual de Santa Maria de Gardeny és un edifici singular molt interessant que pertany al romànic de transició de la segona meitat del segle xii. Apareix bastida sobre el pla terrer, sense cap altre pis a sobre, i comunicada amb les altres dependències del castell mitjançant un edifici corredor annex, que els fou afegit més tard. La presència exterior de l'edifici és d'una gran sobrietat amb massissos murs de pedra d'1,5 m de gruix, robusts contraforts i un frontispici amb coronament horitzontal. És de planta rectangular d'una sola nau amb absis orientat a sol ixent. Mesura 25,5 m de llarg per 7,5 m d'ample i 10 m d'alçada. Va coberta amb volta de canó apuntada que arrenca d'una imposta de motllura molt simple. Té un arc faixó o dobler, situat vers la capçalera a uns sis metres de l'absis, que forma un proporcionat ordre clàssic amb columna adossada. És un arc amb contrapilastra i doble arc, fórmula típica de l'arquitectura cistercenca i templera de Terra Santa. Tanmateix, no sembla que aquest arc fos construït en el segle xii, quan es bastí l'església, ja que es veu clarament postís perquè mig tapa una finestra primitiva del mur de tramuntana que avui està cegada. És probable que hagués estat construït per reforçar la volta quan, a començaments del segle xiii, s'obrí la capella lateral de migdia, o bé per formar amb les capelles laterals un espai presbiteral.
L'absis, tal com se'l veia abans de les excavacions i restauració, resultava una construcció problemàtica. D'entrada, notàvem que no té l'arc triomfal que, equivocadament, li assignaren Monreal / Riquer; que si bé és poligonal i està construït de pedra fins a la cornisa, la volta que el cobreix, més baixa del normal, és una tosca construcció de maons disposats a sardinell. Per tot plegat, ignoràvem si restà inacabat o si fou destruït en la guerra de 1640. En aquest sentit, els sondejos arqueològics previs a la restauració de l'església han aclarit que es tracta d'una obra coetània a la nau, que fou acabada i que tenia els finestrals pertinents a cada cara. Comunica per una estreta porta amb l'edifici corredor que uneix el temple i la torre. Al segle xviii fou construït un mur de separació entre l'absis i la nau a fi d'utilitzar-lo com a dipòsit de pólvora.

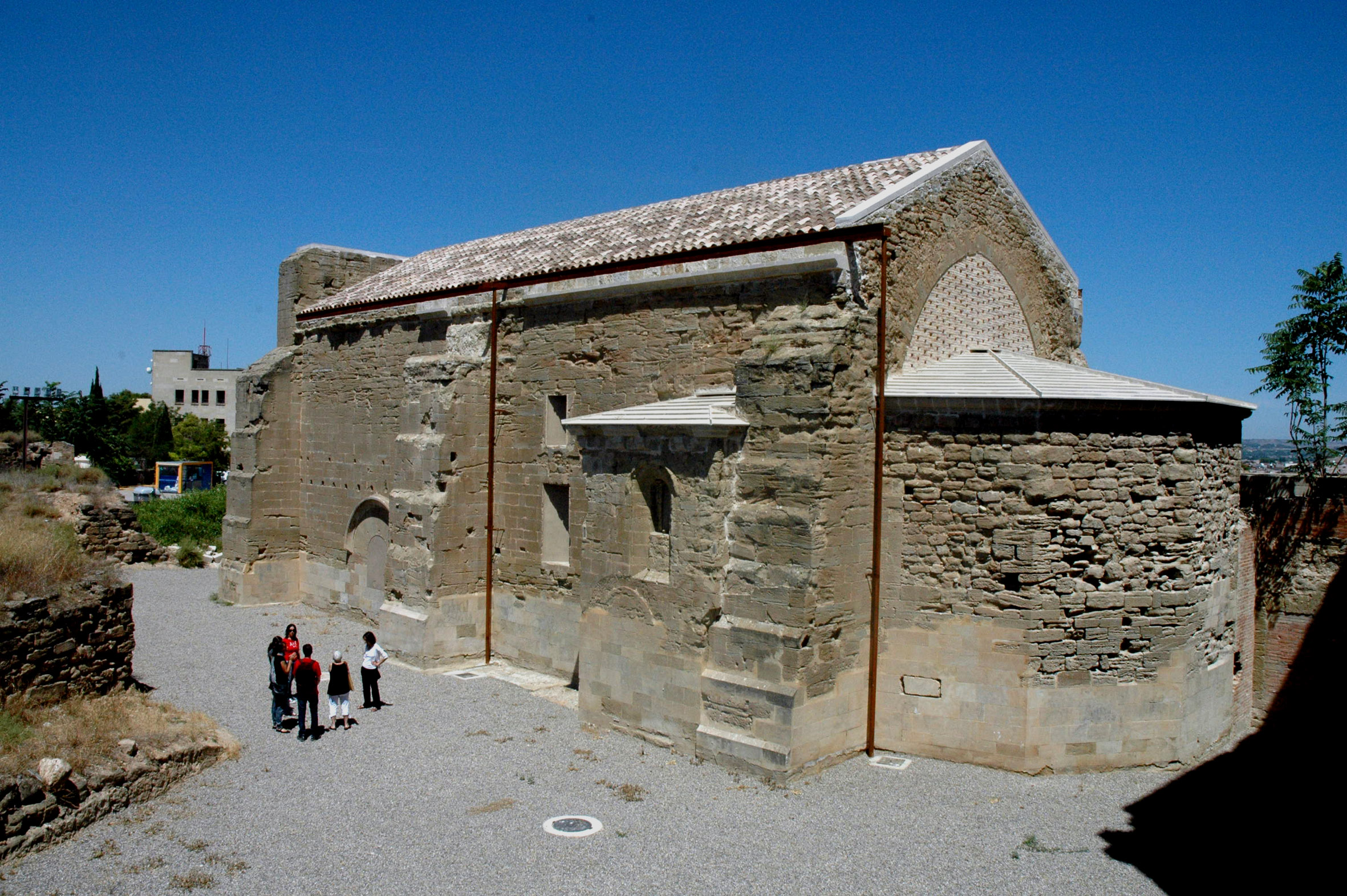
Exterior de la capella conventual

Entre l'arc i l'absis, hi ha dues capelles laterals de fondària desigual, una a cada costat del presbiteri, disposades de tal manera que han fet pensar en un rudimentari creuer. Van cobertes amb volta de canó apuntat en sentit perpendicular a la de la nau. A mitjan segle xiii estaven dedicades a santa Anna, la del nord i a sant Salvador, la del sud.
La capella de migdia ha esdevingut clau per a la datació del temple de Gardeny. En primer lloc, va ser construïda més tard que aquest, ja que les pedres dels seus murs, vistes a l'exterior, se sobreposen, ostensiblement, damunt del contrafort de l'església. En segon lloc, les pintures murals que decoraven la capella —descobertes fa poc— daten de mitjan segle xiii. La construcció de l'església s'ha de situar, per tant, com a tard, a començaments d'aquest segle.

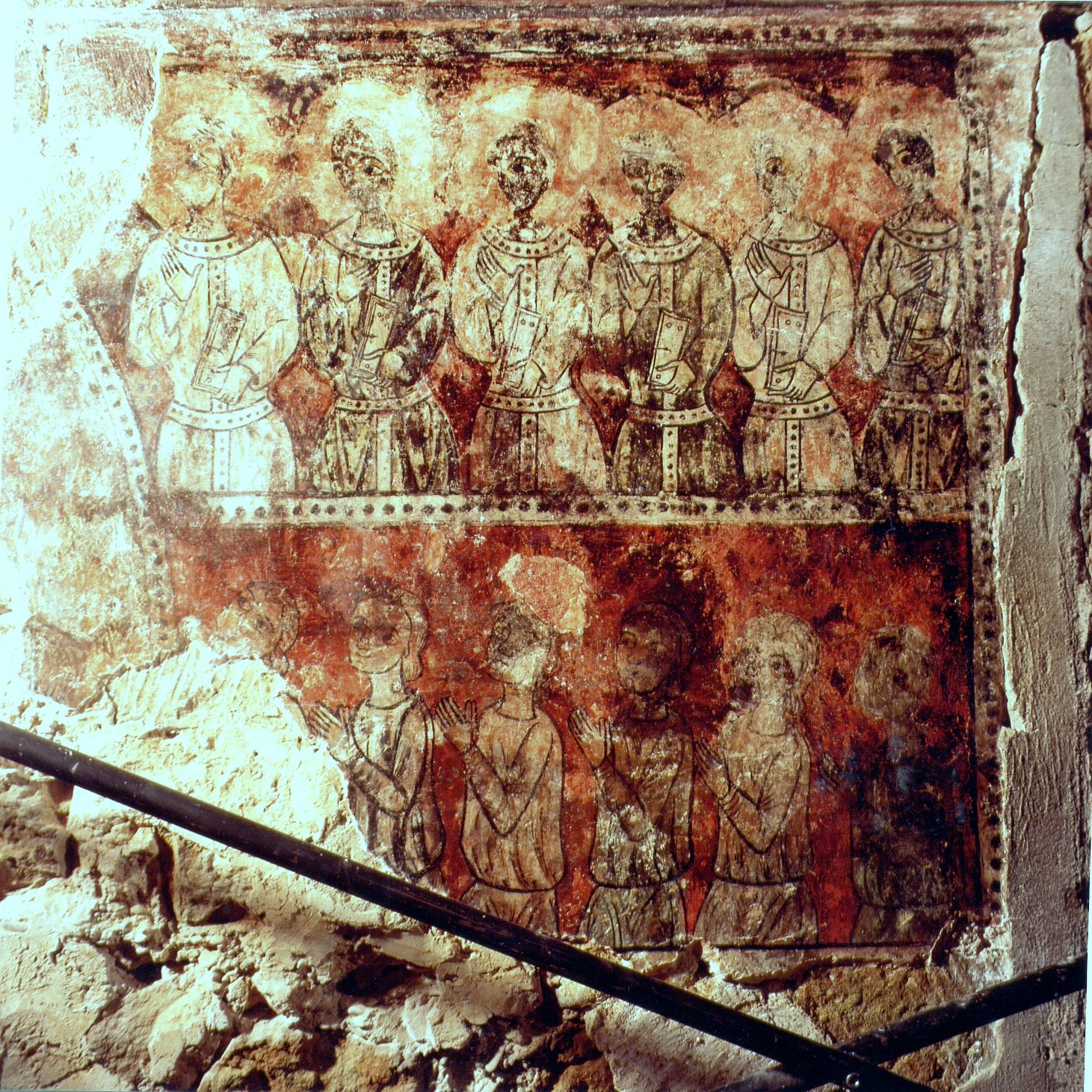
Pintura mural de la capella de migdia

La capella de tramuntana sembla contemporània de l'església. Podria ser el benifet que fundaren els comtes d'Urgell el 1161. Tanmateix, com que aquesta és la part de l'edifici que ha estat més alterada per obres posteriors, no és fàcil datar-la. És probable que la construcció s'hagi de relacionar amb la finestra mig tapada per l'arc faixó de la nau. L'ornamentació de la nau és mínima i sòbria. Més enllà dels capitells de l'arc faixó, que són una simplificació de l'ordre corinti, no trobarem res més que unes quantes creus patents inscrites en cercles incisos en els murs laterals. Les dotze creus, en memòria dels dotze apòstols, són els senyals indicatius de la consagració del temple, que tot i que daten d'època templera són comunes a totes les esglésies cristianes i no s'han de confondre amb la creu distintiva de l'orde.
És difícil establir quantes finestres i portes tenia originàriament l'església, ja que ha sofert moltes modificacions posteriors. A més de la finestra tapiada de tramuntana, hi ha dues altres finestres. Totes són de punt rodó i de doble esplandit. Una, més alta i esvelta que les altres, està situada centrada a la part alta del frontispici occidental, i l'altra dona llum des de migdia a la capella d'aquest costat. Segons les recents intervencions arqueològiques i restauradores, sembla que hi hauria hagut quatre finestres a la nau (tres a migdia i una a tramuntana) i cinc de la mateixa tipologia a l'absis. Inicialment hi havia dues portes, la d'occident que donava al cementiri o galilea, i la del nord, que sortia a la galeria i al pati. Aquesta, que era la principal, és un exemplar molt particular en el context auster de l'arquitectura castral del Temple, ja que va decorada amb una sèrie d'arcs concèntrics motllurats i en degradació, el més interior dels quals va decorat amb gallons còncaus.

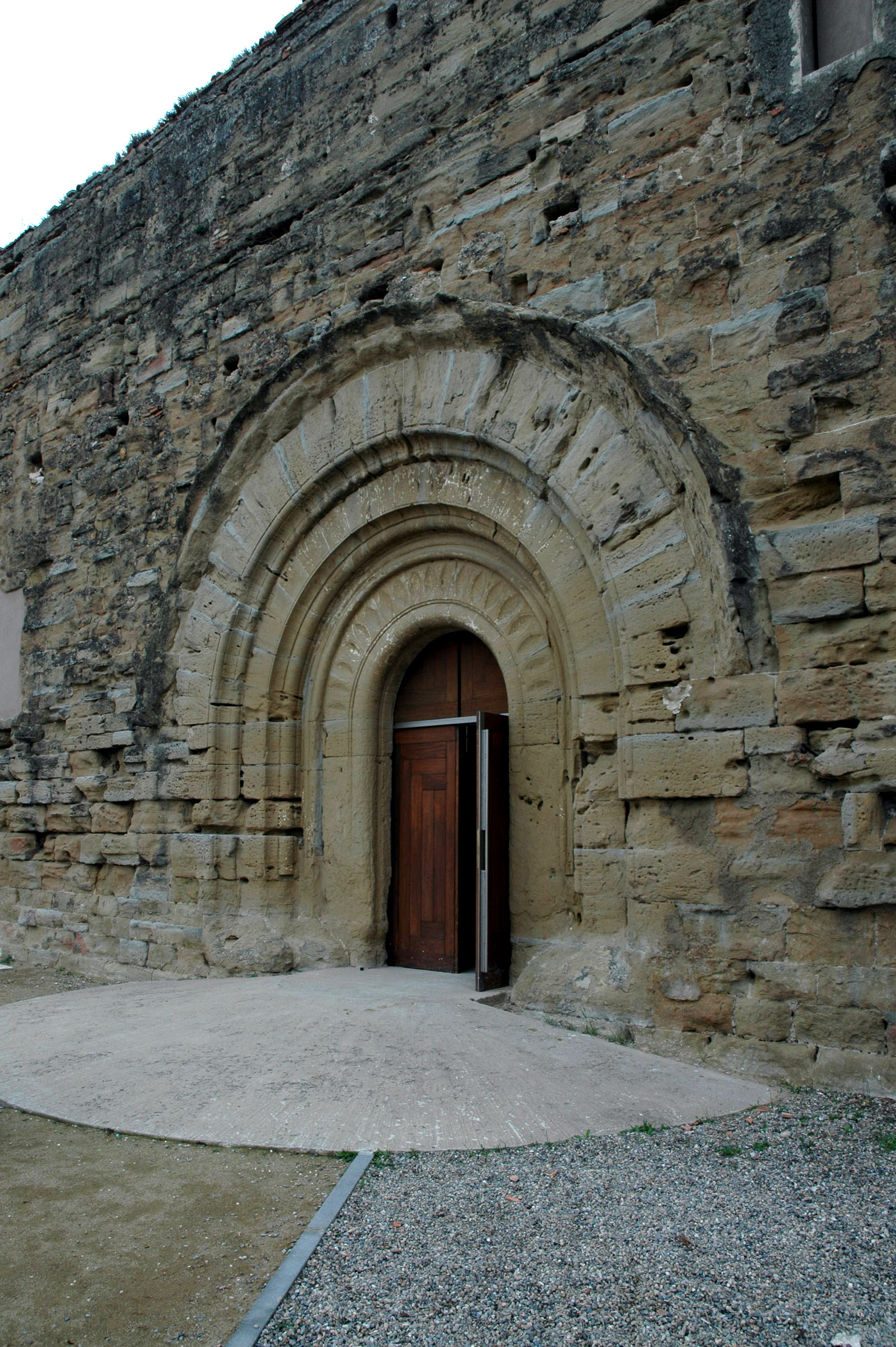
Porta principal de la capella conventual

La façana de ponent devia ser tal com la veiem ara: una gran pantalla rectangular, nua i plana, amb les dovelles de la porta i la finestra com a únic ornament. Estava coronada per un campanar de cadireta de dues finestres, com el que dibuixà Wijngaerde.
Dos metres més amunt d'aquesta porta de ponent hi ha restes de set permòdols. Són testimonis de la galilea o pòrtic, el “fossar a modo de claustro (...) ab sinch sepultures alrededor, les quals amostren són de persones molt principals e illustres”, com el descrivia el document de 1591. Així doncs, la zona cementirial del castell estava situada al costat de ponent, car a més d'aquest cementiri de personatges il·lustres de la galilea, sembla que al voltant hi havia el cementiri comú de Gardeny (vers els anys vuitanta del segle passat, en el curs d'unes obres fetes a l'aparcament de les casernes que tocava al castell, foren trobades moltes restes d'enterraments humans). Exteriorment la pressió de la pesada volta és estrebada per cinc potents contraforts de ploms esglaonats que recorden els de certes capelles templeres occitanes de la Saintonge i Aunis. Tres són a migdia i dos a tramuntana; cap d'aquests coincideix amb l'arc faixó de l'interior. Els contraforts foren construïts al mateix temps que la nau, o immediatament després, i són en la seva funció típicament romànics. L'aparença exterior, formant plans esglaonats, dels contraforts de Gardeny recorda els que es construïren a França en el segle xii i que s'implantaren a Catalunya durant la segona meitat del segle xiii. Com que els contraforts de Gardeny resulten insòlits en el context de l'arquitectura catalana de finals del XII o de començaments del xiii, alguns estudiosos els consideraren més tardans. Tanmateix, ja que la capella pintada és de mitjan segle xiii i sobremunta els contraforts, cronològicament, aquests han de ser anteriors. Per tant, cal admetre que es tracta d'una importació primerenca de tipologia francesa, que després farà fortuna al nostre país en el període gòtic.
L'ornamentació escultòrica del temple és tan escassa a l'exterior com a l'interior. Més enllà de la porta principal, només hi ha una cornisa amb permòdols llisos a la capella, que sobresurt pel costat de migdia. La nuesa i el caràcter massís dels murs, dels contraforts i, sobretot, de l'ample frontispici ponentí, donen a aquesta església un aspecte de sobrietat i de duresa militar molt remarcables. Els materials i la tècnica constructiva emprats en el temple són els mateixos que en la casa palau. En ambdós edificis els carreus porten senyals de picapedrer.
L'església es troba documentada a mitjan segle xii, que és quan s'instal·là la comanda, i els elements arquitectònics i l'aparellament de la pedra corresponen a aquesta època. La fortificació de Gardeny, i amb aquesta el recinte sobirà, amb la casa palau i l'església, fou bastida tot seguit a la instauració de la comanda templera. Lladonosa insinua, encertadament a parer nostre, que probablement havien construït Gardeny els mateixos picapedrers que després treballaren a la seu vella de Lleida. Per l'estructura dels murs i la coberta –parets gruixudes amb contraforts i volta de canó apuntat– l'església resulta una típica construcció que segueix els esquemes romànics dels segles xi i xii, amb una evident influència occitana i francesa concretada en l'ús dels contraforts i l'absis poligonal, insòlita a Catalunya però habitual en les terres del nord des del primer romànic.

Tant l'església com la casa palau i la resta d'edificis del recinte sobirà es devien construir en els anys cinquanta i seixanta de la dotzena centúria. Probablement, les obres no duraren més de deu anys, fet que no té res d'estrany si es té en compte que l'època i el lloc, especialment perillós, exigien prestesa; raons no en faltaven. Serà bo recordar que per construir el castell de Peníscola, a finals del xiii, en un temps de menys necessitats defensives, es va trigar tretze anys.
Gardeny degué ser una de les primeres construccions importants dels grups de picapedrers occitans que treballaren a Lleida. La tipologia de certs elements estructurals i formals, la nau coberta per volta de canó apuntat amb l'arrencament senyalat per una motllura, la finestra d'arc rodó i doble esplandit al peu, els contraforts de ploms esglaonats, la porta arquivoltada amb elements decoratius diversos -oves, ziga- zagues...- semblen preludiar solucions que després es trobaran en l'arquitectura catalana de l'”escola de Lleida” i en les primitives esglésies del Cister.